# Kostrzewy
Kostrzewy [pronunciación en polaco: /kɔsˈtʂɛvɨ/] es un pueblo en el distrito administrativo de Gmina Galewice, dentro del condado de Wieruszów, Voivodato de Łódź, en el centro de Polonia. Se encuentra a unos 3 kilómetros al oeste de Galewice, 7 kilómetros al noreste de Wieruszów, y 100 kilómetros suroeste de la capital regional Łódź.
El pueblo tiene una población de 50 habitantes.